# Удмуртський республіканський музей образотворчого мистецтва
Удмуртський республіканський музей образотворчого мистецтва (рос. Удмуртский республиканский музей изобразительных искусств) — художній музей, розташований в столиці Удмуртії,   місті Іжевську. Був заснований 1980 року за ініціативою художників і міської інтелігенції та відкритий 29 жовтня 1980 року.

## Опис
Основою колекції музею є 565 творів, малих шедеврів російського і західноєвропейського мистецтва кінця XVIII — початку XX століть, переданих при його організації з Художнього відділу Удмуртского республіканського краєзнавчого музею. Пізніше колекція поповнювалася роботами радянських і сучасних удмуртських художників. У фондах музею близько 13 000 одиниць зберігання, серед яких зразки удмуртського живопису, графіки, творів декоративно-ужиткового мистецтва, скульптури. У музеї представлені роботи таких відомих художників, як Зінаїда Серебрякова, Олександр Бенуа, Аполінарій Васнецов, Євген Лансере, Іван Шишкін. Також тут організовуються і тимчасові виставки.

## Будівля
Музей розміщено в будівлі, яка була побудована 1953 року для райкому КПРС за проектом іжевського архітектора Василя Петровича Орлова. Пізніше тут розташовувався Палац піонерів. При розміщення музею інтер'єри типової будівлі зазнали перепланування, саму будівлю прикрасили фронтоном з двома музами, що тримають в руках картуш з назвою музею (скульптор Віталій Олександрович Цибульник), у вікна з обох сторін від головного входу вставили вітражі.

## Галерея

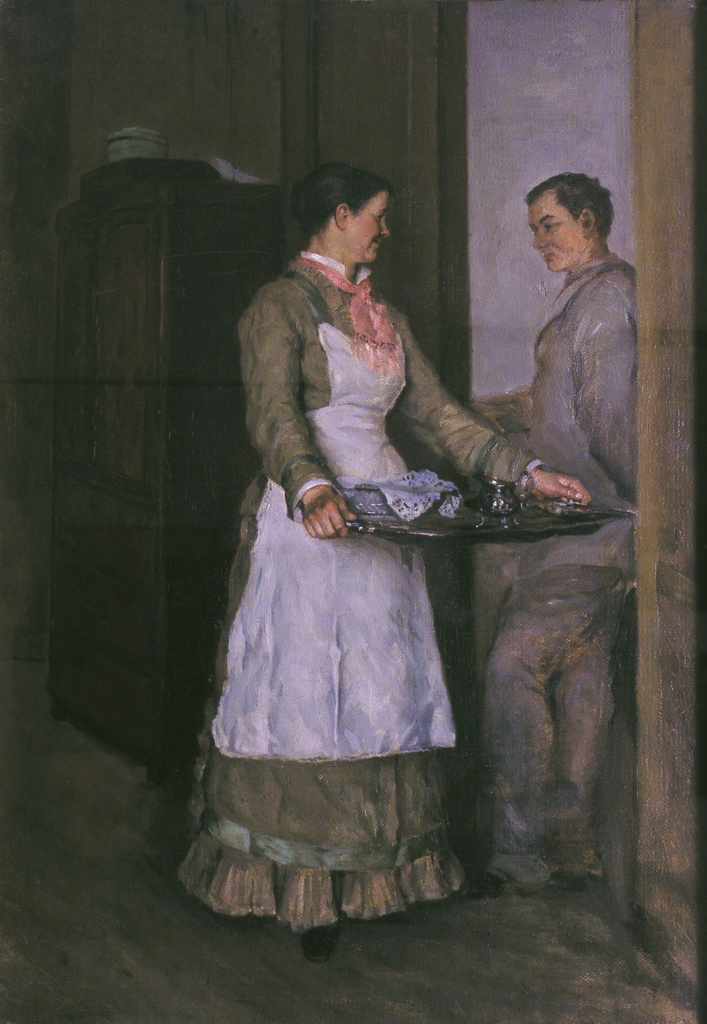
Олексій Корзухин. У кімнатах
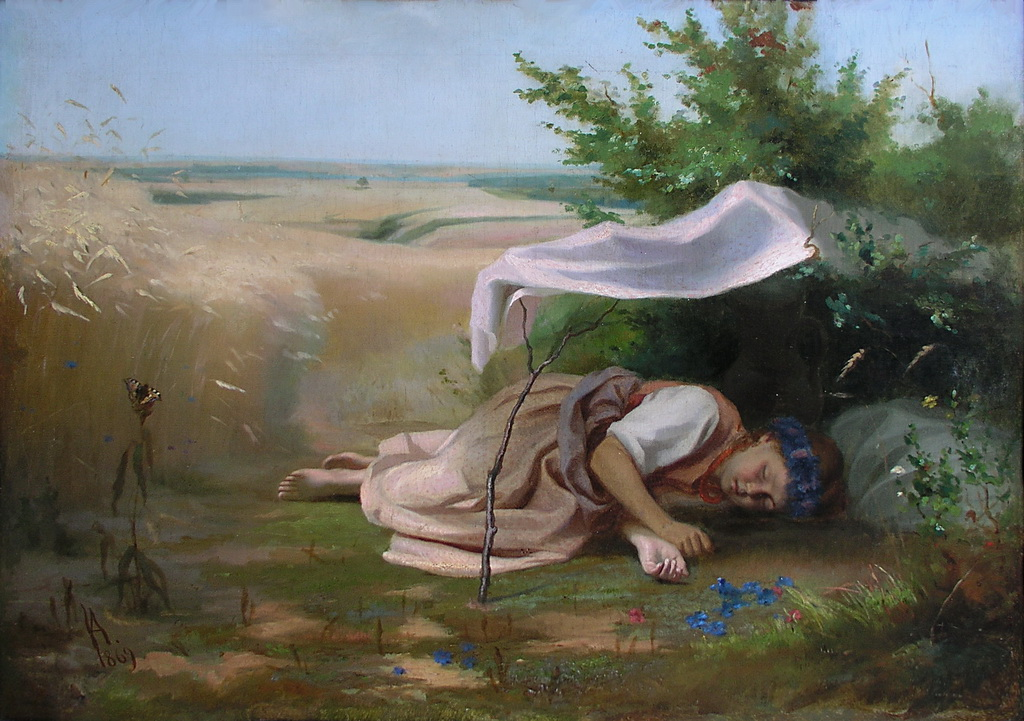
Ілля Амосов. Спляча дівчинка